# Protocandelariella
Protocandelariella   is een geslacht van korstmossen dat behoort tot de familie Candelariaceae. De typesoort is Protocandelariella subdeflexa.

## Soorten
Volgens Index Fungorum telt het geslacht twee soorten (peildatum december 2021):
| Soortnaam                      | Auteur(s)                               | Publicatiejaar |
| ------------------------------ | --------------------------------------- | -------------- |
| Protocandelariella blastidiata | (Yakovch.) D. Liu, Hur & S.Y. Kondr.    | 2020           |
| Protocandelariella subdeflexa  | (Nyl.) Poelt, D. Liu, Hur & S.Y. Kondr. | 2020           |